# ザムトゲマインデ・ブルーフハウゼン＝フィルゼン
ザムトゲマインデ・ブルーフハウゼン＝フィルゼン (ドイツ語: Samtgemeinde Bruchhausen-Vilsen) は、ドイツ連邦共和国ニーダーザクセン州ディープホルツ郡のザムトゲマインデ（集合自治体）である。このザムトゲマインデは、共同で行政業務を執行する4つの町村の集合自治体である。本部はルフトクアオルト（空気の清浄な保養地）のブルーフハウゼン＝フィルゼンに置かれている。

## 地理

### ザムトゲマインデの構成
ザムトゲマインデ・ブルーフハウゼン＝フィルゼンには以下の町村が属している。
- アーゼンドルフ
- ブルーフハウゼン＝フィルゼン
- マルトフェルト
- シュヴァルメ

## 歴史
このザムトゲマインデは1974年に創設された。20以上の町村が廃止になった。当初このザムトゲマインデに属していたエンゲルンとジュステットは2011年11月1日および2016年11月1日に新設されたフレッケンであるブルーフハウゼン＝フィルゼンに編入された。

## 住民

### 人口推移
| 年         | 1987   | 1992   | 1997   | 2002   | 2007   | 2008   | 2009   | 2010   | 2011   | 2013   |
| ---------- | ------ | ------ | ------ | ------ | ------ | ------ | ------ | ------ | ------ | ------ |
| 人口（人） | 14,333 | 15,316 | 16,591 | 17,232 | 17,057 | 17,002 | 16,839 | 16,795 | 16,704 | 16,779 |

それぞれ12月31日現在

## 行政

### 議会
ザムトゲマインデ・ブルーフハウゼン＝フィルゼンの議会は、32議席からなる。これは人口15,001人から20,000人の自治体における議員定数である。32人の議員は5年ごとに住民の投票により選出される。
ザムトゲマインデ議会においては議員の他に首長（ザムトゲマインデ長）も投票権を有している。

### 首長
2014年11月1日からベルント・ボルマン（無所属）がザムトゲマインデの長を務めている。彼は2014年5月25日の選挙で、対立候補がおらず、85.7 % の支持票を獲得して選出された。この選挙の投票率は 46.8 % であった。
過去のザムトゲマインデの長を列記する。
- 2000年 - 2014年: ホルスト・ヴィーシュ（無所属）
- 2014年 - : ベルント・ボルマン（無所属）

### 紋章
図柄: 左右二分割。右（向かって左）は、金地に分割線から上向きに突き出された、赤い爪を持つ黒いクマの腕。左（向かって右）は放射状に8分割され、青と白に交互に塗られている。

### 姉妹自治体
- ヤノビツェ・ビエルキエ（ポーランド語版、英語版）（ポーランド、ドルヌィ・シロンスク県）

## 文化と見所

### 保存鉄道
ドイツ鉄道協会は、アーゼンドルフまで 8 km の狭軌鉄道区間で1966年から保存鉄道を運行している。アーゼンドルフ・クンスト＝シュッペン（アーゼンドルフ芸術小屋）はアーゼンドルフ駅の木組みの小屋にある。

### 風車・水車
ザムトゲマインデに属す4町村には9基の歴史的な風車や水車が残されている。元は20基あった。一部は修復され、稼働できる状態にある。
- 風車
  - ブルーフハウゼン＝フィルゼン、エンゲルン地区のベールマー風車。1876年建造。
  - マルトフェルトのフェーゼンフェルトシェ風車。1871年建造。
  - マルトフェルトのフェルト風車。1851年建造。最初の文献記録は1583年になされている。
  - シュヴァルメのシュプラケナー風車。1856年建造。
  - マルトフェルトのシュテュール風車。1878年建造。
- 水車
  - ブルーフハウゼン＝フィルゼン、ジュステットのノルテシェ水車。1880年建造。最初の文献記録は1745年になされている。
  - ブルーフハウゼン＝フィルゼン、ブルーフミューレンのブルーフミューレン水車。1749年建造。最初の文献記録は1532年になされている。
  - ブルーフハウゼン＝フィルゼン、ハイリゲンベルクのハイリゲンベルク修道院水車。1785年建造。この集落の水車に関する最初の文献記録は1370年になされている。

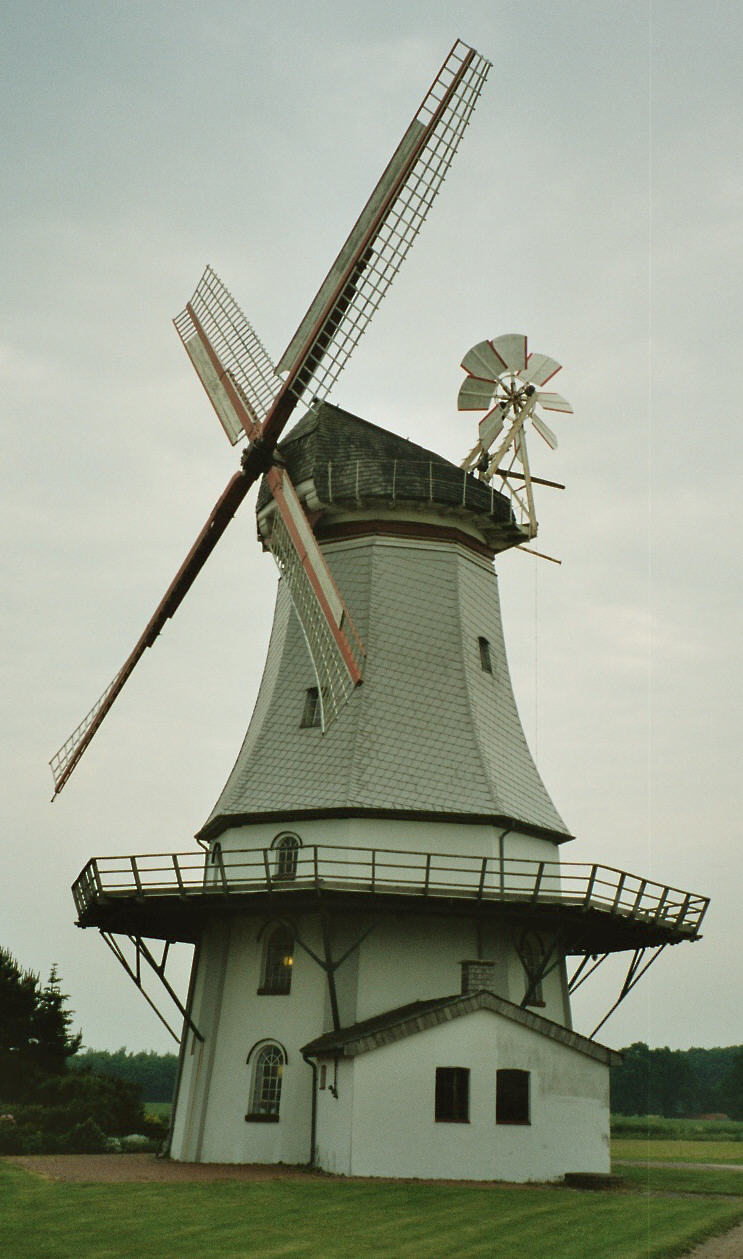
ベールマー風車
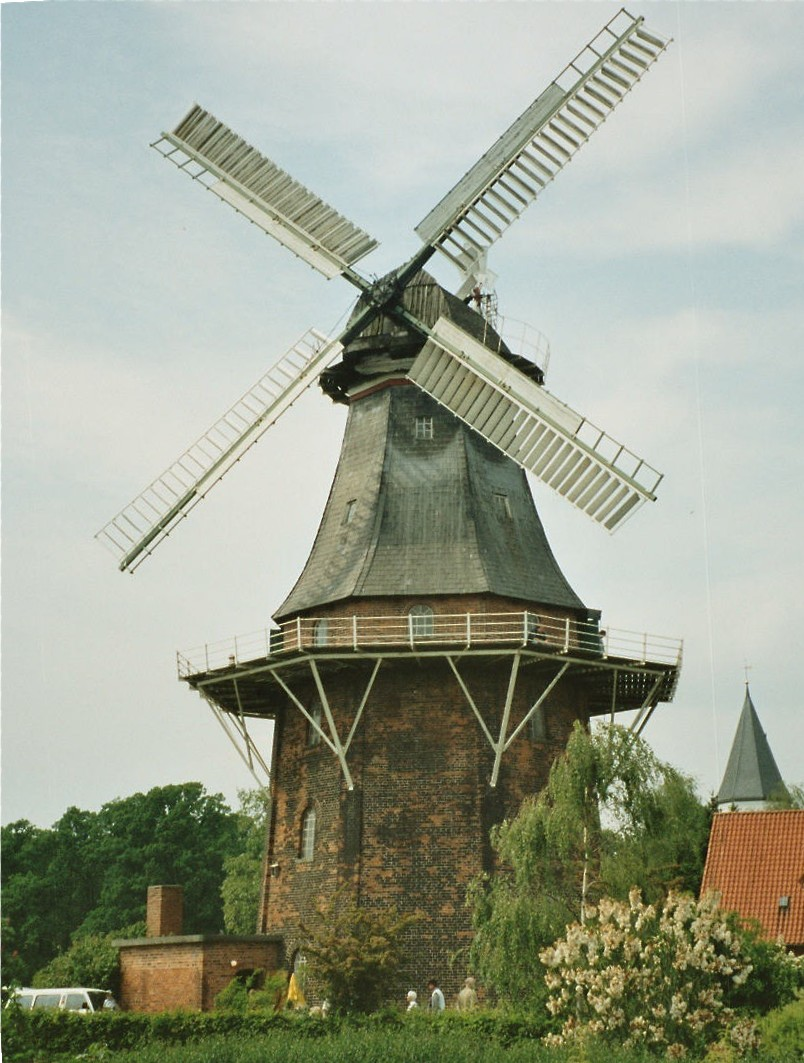
マルトフェルト地区のフェーゼンフェルトシェ風車
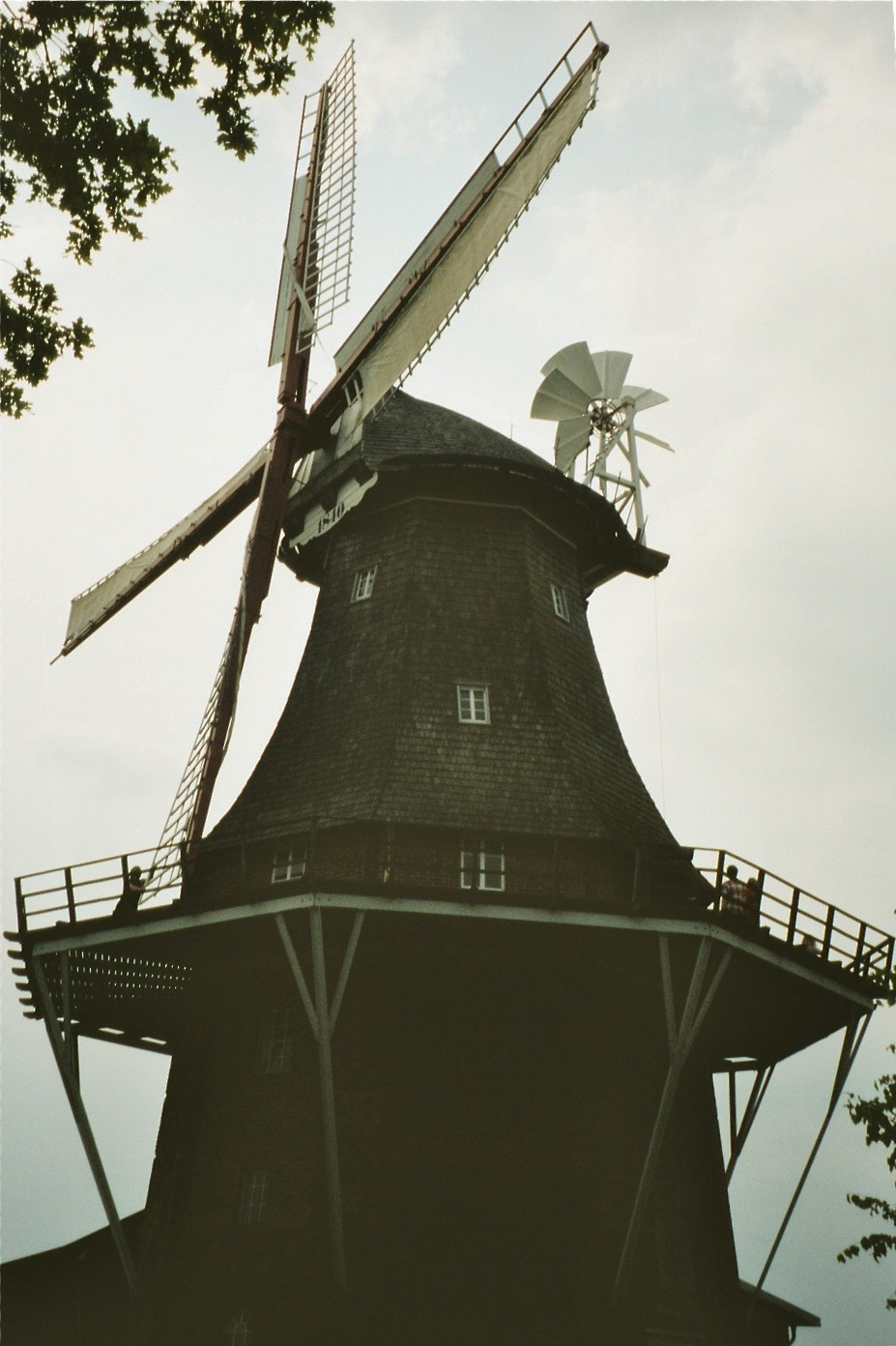
マルトフェルトのフェルト風車
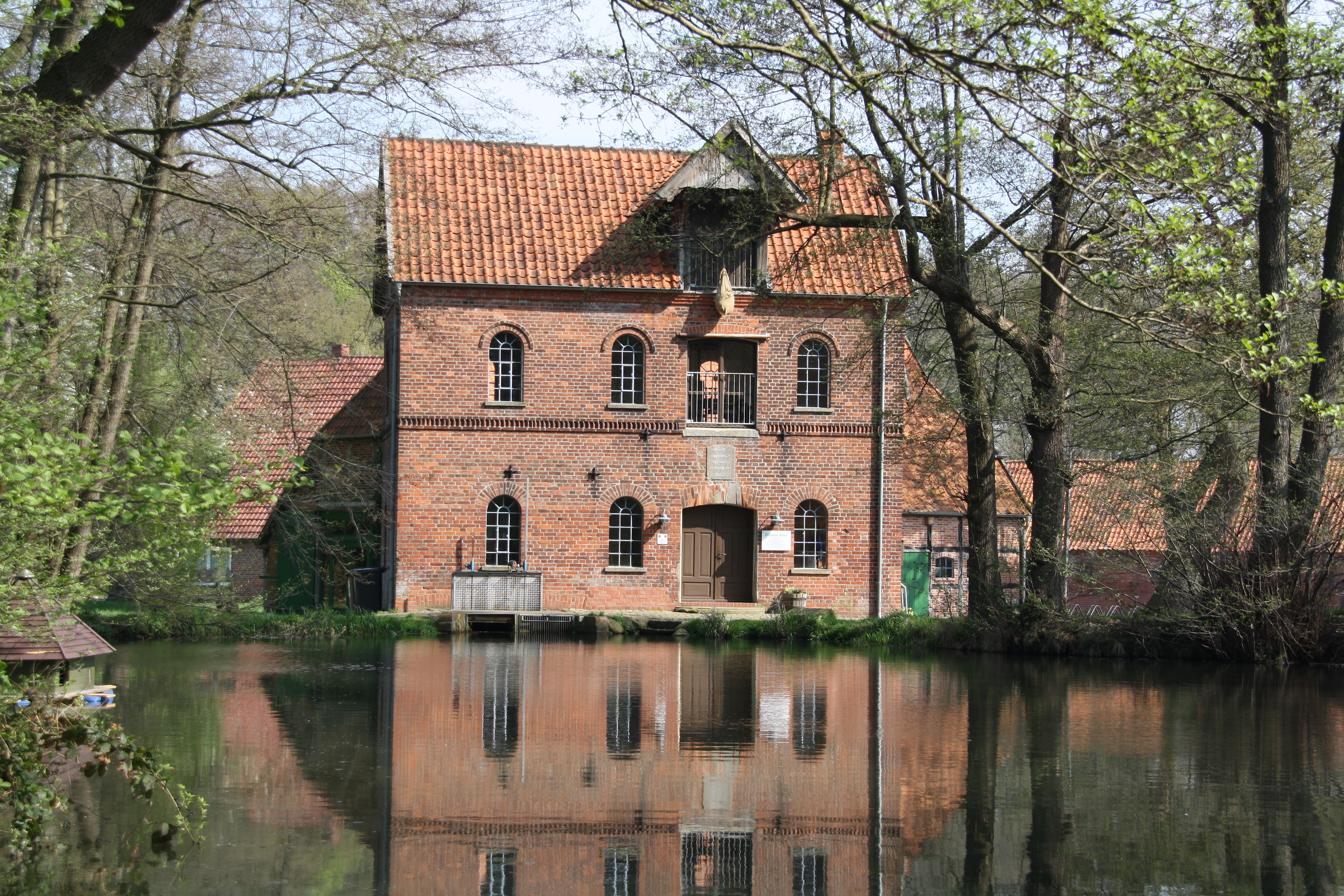
ジュステットのノルテシェ水車